# 사발통문 작성터
사발통문 작성터는 대한민국 전라북도 정읍시 고부면에 있다. 2016년 7월 26일 정읍시의 향토문화유산 제6호로 지정되었다.

## 개요
1893년 11월 전봉준을 비롯한 20여명이 모여 사발통문을 작성했던 집이었으나 1894년 1월 동학농민운동 1차 봉기 후 안핵사 이용태가 이끈 관군에 의해 불에 타 전소되었다. 후에 재축하였으며 현재의 건물은 정면5칸의 목조건물로 지붕은 당초 초가였으나 칼라강판으로 개조하였다. 사발통문은 가로48.5cm, 세로33.5cm 크기의 한지에 국한문 혼용으로 총330자의 글을 기록해 놓은 문건이다. 사발통문은 고부농민봉기가 단순히 고부군수 조병갑에 대한 일시적 감정의 폭발로 일어난 민란이 아닌 여러지역의 사람들이 모여 사전 치밀하게 계획된 거사임을 말해주고 있다.

## 같이 보기
- 동학 농민 운동